# Турк, Мартин (футболист)
Мартин Турк (словен. Martin Turk; род. 21 августа 2003, Копер) — словенский футболист, вратарь клуба «Парма».

## Клубная карьера
Турк — воспитанник клубов «Декани», «Копер» и итальянской «Пармы». 22 февраля 2022 года в матче против «Пизы» он дебютировал в итальянской Серии B. Летом того же года Мартин на правах аренды перешёл в «Реджану». 4 сентября в матче против «Луккезе» он дебютировал в итальянской Серии C.
В начале 2023 года Турк был арендован «Сампдорией». 12 марта в матче против «Ювентуса» он дебютировал в итальянской Серии A.

## Международная карьера
В 2021 году Турк в составе молодёжной сборной Словении принял участие в молодёжном чемпионате Европы в Венгрии и Словении. На турнире он был запасным и на поле не вышел.